# Walther Wolfgang von Goethe
Walther Wolfgang von Goethe (9 de abril de 1818 - 15 de abril de 1885) fue un chambelán y compositor alemán. Era nieto y el último descendiente de Johann Wolfgang von Goethe. 

## Vida
Walther von Goethe fue el primer hijo de August von Goethe, hijo a su vez de Johann Wolfgang von Goethe y de Otilia von Goethe. El niño, débil desde su nacimiento, creció sin educación pública. Más tarde le daría clases de piano Felix Mendelssohn Bartholdy, ya que poseía un gran talento musical, pero no alcanzó el éxito posteriormente ni en el lied, ni en la ópera. El peso de su nombre siempre fue una pesada carga.
El intento del Deutscher Bund de comprar la Casa de Goethe en Weimar y el legado del poeta en 1842 para el país, le repugnaba sobre todo. Habitualmente vivía en la mansarda de la casa de Goethe. En 1859 se le nombró freiherr.
Murió el 15 de abril de 1885 en un viaje a Leipzig. La herencia de su abuelo, sobre todo la casa de Goethe en Weimar, su biblioteca y su extensas colecciones, habían sido donadas en su testamento del 24 de septiembre de 1883 al estado de Sajonia-Weimar-Eisenach, lo que permitió la creación del Museo Nacional de Goethe en Weimar. Fue el último de los Goethe; Walter Wolfgang von Goethe fue el último descendiente de Goethe, pues al igual que su hermano Wolfgang y su hermana Alma, murió soltero sin herederos. En su tumba en el Cementerio histórico de Weimar aparece la inscripción Mit ihm erlosch Goethes Geschlecht, dessen Name alle Zeiten überdauert, «con él desaparece el apellido Goethe, cuyo nombre perdurará por todos los tiempos».
De acuerdo a la obra Mann für Mann, tanto él, como su hermano Wolfgang, eran ambos homosexuales. El hecho fue confirmado en la primera biografía del nieto de Goethe editada en 2008 por Dagmar von Gerstorffs.

## Obra (selección)
- Anselmo Lancia, ópera, estrenada en Stettin.
- Alessandro Stradella, ópera.

## Importancia
Hoy existen de y sobre Walther von Goethe algunos manuscritos en diversos archivos y un libro sobre su vida escrito por Wolfgang Vulpius (Weimar, 1962).
El artista conceptual Wolfgang Müller llamó a su proyecto artístico Walther von Goethe Foundation y publicó en 2002 en la serie «Schriften der Walther von Goethe Foundation» la primera traducción al islandés de «Goethes Versuch, die Metamorphose der Pflanzen zu erklären», «Tratado de Goethe para aclarar la metamorfosis de las plantas.»